# New Mexicos guvernör
New Mexicos guvernör (engelska: Governor of New Nexico) är den främste utövaren av den verkställande makten och det högsta offentliga ämbetet i den amerikanska delstaten New Mexico. 
En sittande guvernör får väljas om högst en gång i följd, därefter måste någon annan tjänstgjort som guvernör för en hel mandatperiod innan den förutvarande guvernören kan återväljas.
Michelle Lujan Grisham är New Mexicos guvernör sedan 1 januari 2019.

## Guvernörer från 1912

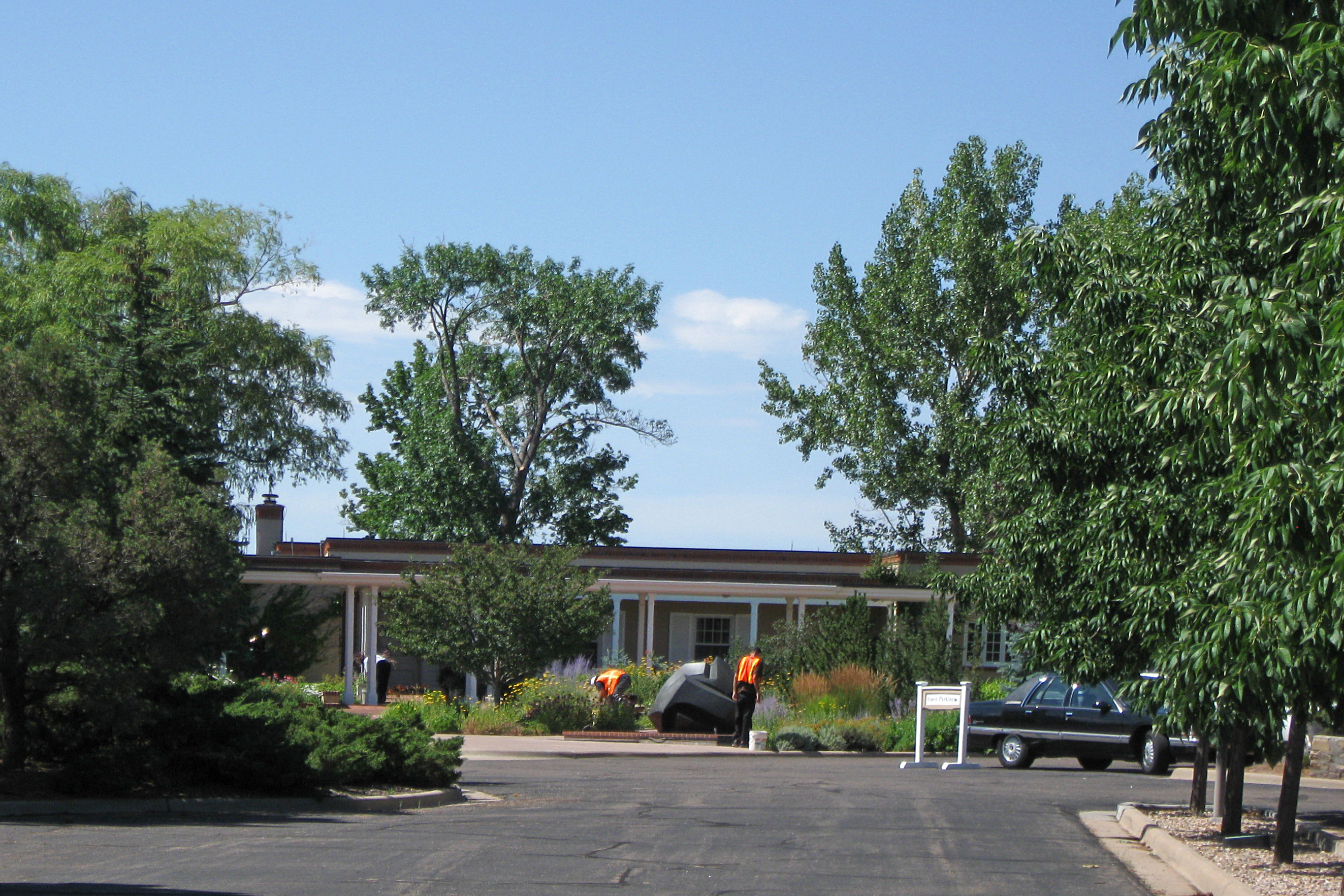
Guvernörsresidenset.

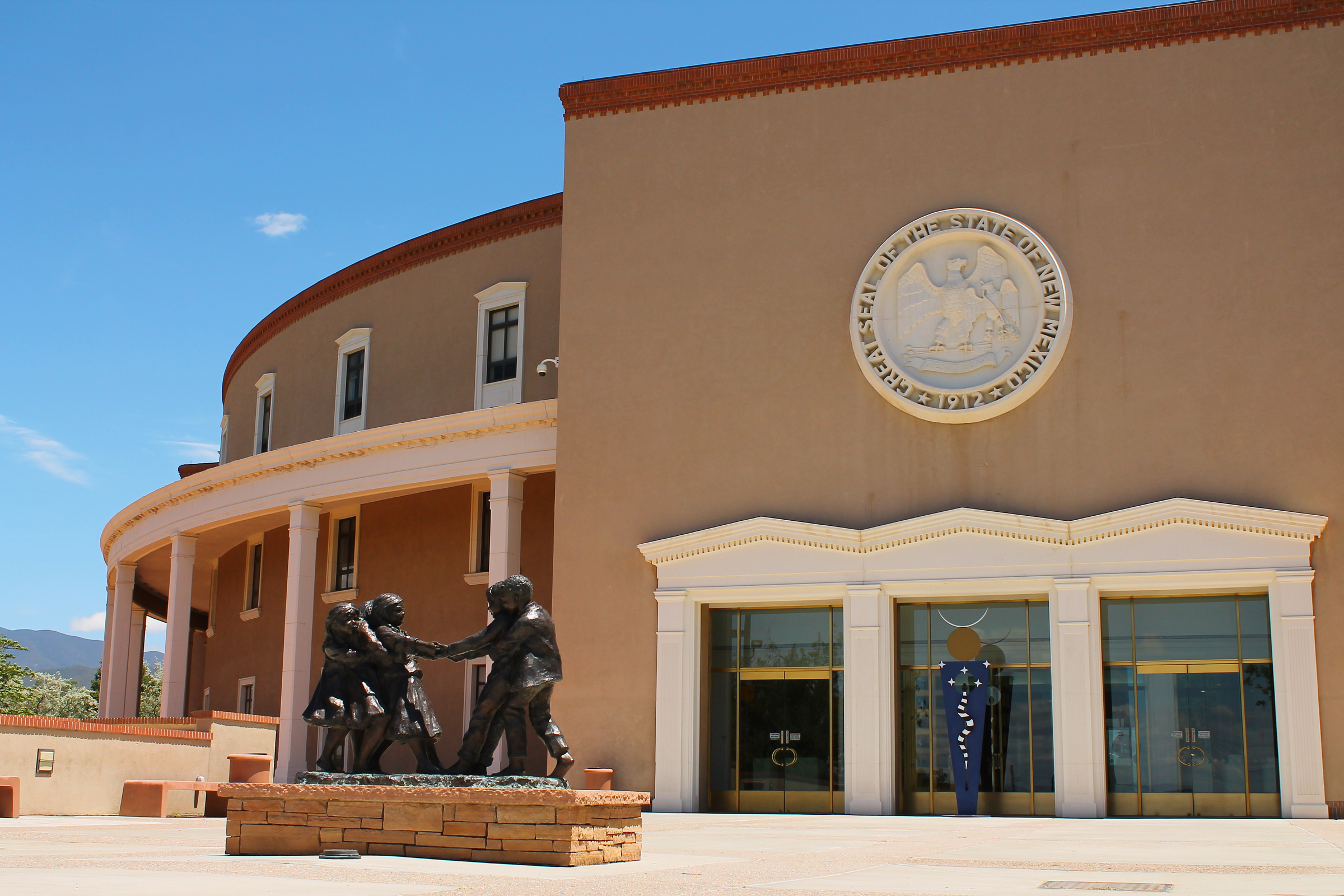
New Mexico State Capitol är mötesplats för New Mexicos lagstiftande församling samt inhyser även guvernörens kontor.

| Namn                         | Parti      | Tillträdde | Avgick   |
| ---------------------------- | ---------- | ---------- | -------- |
| William C. McDonald          | Demokrat   | 1912       | 1917     |
| Ezequiel Cabeza de Baca      | Demokrat   | 1917       | 1917     |
| Washington Ellsworth Lindsey | Republikan | 1917       | 1919     |
| Octaviano Ambrosio Larrazolo | Republikan | 1919       | 1921     |
| Merritt C. Mechem            | Republikan | 1921       | 1923     |
| James F. Hinkle              | Demokrat   | 1923       | 1925     |
| Arthur T. Hannett            | Demokrat   | 1925       | 1927     |
| Richard C. Dillon            | Republikan | 1927       | 1931     |
| Arthur Seligman              | Demokrat   | 1931       | 1933     |
| Andrew W. Hockenhull         | Demokrat   | 1933       | 1935     |
| Clyde Tingley                | Demokrat   | 1935       | 1939     |
| John E. Miles                | Demokrat   | 1939       | 1943     |
| John J. Dempsey              | Demokrat   | 1943       | 1947     |
| Thomas J. Mabry              | Demokrat   | 1947       | 1951     |
| Edwin L. Mechem              | Republikan | 1951       | 1955     |
| John F. Simms                | Demokrat   | 1955       | 1957     |
| Edwin L. Mechem              | Republikan | 1957       | 1959     |
| John Burroughs               | Demokrat   | 1959       | 1961     |
| Edwin L. Mechem              | Republikan | 1961       | 1962     |
| Tom Bolack                   | Republikan | 1962       | 1963     |
| Jack M. Campbell             | Demokrat   | 1963       | 1967     |
| David F. Cargo               | Republikan | 1967       | 1971     |
| Bruce King                   | Demokrat   | 1971       | 1975     |
| Jerry Apodaca                | Demokrat   | 1975       | 1979     |
| Bruce King                   | Demokrat   | 1979       | 1983     |
| Toney Anaya                  | Demokrat   | 1983       | 1987     |
| Garrey Carruthers            | Republikan | 1987       | 1991     |
| Bruce King                   | Demokrat   | 1991       | 1995     |
| Gary E. Johnson              | Republikan | 1995       | 2003     |
| Bill Richardson              | Demokrat   | 2003       | 2011     |
| Susana Martinez              | Republikan | 2011       | 2019     |
| Michelle Lujan Grisham       | Demokrat   | 2019       | sittande |